# Heinabergsfjöll
Heinabergsfjöll är ett berg i republiken Island. Det ligger i regionen Austurland, 300 km öster om huvudstaden Reykjavík. Toppen på Heinabergsfjöll är 1 057 meter över havet.
Trakten runt Heinabergsfjöll är nära nog obefolkad, med mindre än två invånare per kvadratkilometer. Det finns inga samhällen i närheten. Trakten runt Heinabergsfjöll består i huvudsak av gräsmarker.